# Người Mỹ gốc Vương quốc Liên hiệp Anh
Người Mỹ gốc Vương quốc Liên hiệp Anh (tiếng Anh: British American) là thuật ngữ thường đề cập đến người Mỹ có nguồn gốc tổ tiên có nguồn gốc toàn bộ hoặc một phần tại Vương quốc Anh (Anh, Scotland, Wales và Bắc Ireland). Trong Khảo sát cộng đồng Mỹ năm 2017 có 1.891.234 cá nhân hoặc 0,6% số câu trả lời tự nhận là người Anh. Đây chủ yếu là một thể loại nghiên cứu lịch sử hoặc nhân khẩu học cho những người có ít nhất một phần gốc từ các dân tộc của Đảo Anh và Vương quốc Anh hiện đại, tức là người Mỹ gốc Anh, Scotland, Wales, Scotland-Ireland, Manx và Cornwall. Nhìn chung đã có một sự sụt giảm đáng kể, đặc biệt là từ cuộc điều tra năm 1980, nơi 49,59 triệu người đã báo cáo tổ tiên người Anh.
Các nhà nhân khẩu học coi các số liệu hiện tại là thiếu chính xác, vì một tỷ lệ lớn người Mỹ gốc Vương quốc Liên hiệp Anh có xu hướng xác định là "người Mỹ" kể từ năm 1980 trong đó hơn 13,3 triệu hoặc 5,9% tổng dân số Hoa Kỳ tự nhận là "người Mỹ" hoặc "Hoa Kỳ", điều này được tính theo "không được chỉ định". Phản ứng này được thể hiện rất nhiều ở Thượng Nam, một khu vực được người Anh định cư theo lịch sử. Nhiều tổ tiên châu Âu hỗn hợp, có thể xác định với một nhóm dân tộc gần đây và khác biệt hơn. Trong số mười tên gia đình hàng đầu ở Hoa Kỳ (2010), bảy người có nguồn gốc tiếng Anh hoặc có thể có di sản đảo Anh, ba người còn lại có nguồn gốc Tây Ban Nha.
Không nên nhầm lẫn khi thuật ngữ này cũng được sử dụng theo nghĩa hoàn toàn khác (mặc dù có thể chồng chéo) để chỉ những người là công dân kép của cả Vương quốc Anh và Hoa Kỳ.

## Lịch sử

### Tổng quan
Cộng đồng người Anh bao gồm sự tán xạ của người Anh và con cháu họ, những người di cư từ Vương quốc Anh. Người di cư tập trung ở các quốc gia có di cư hàng loạt như Hoa Kỳ và đó là một phần của thế giới nói tiếng Anh. Một ấn phẩm năm 2006 của Viện nghiên cứu chính sách công ước tính 5,6 triệu người gốc Anh sống bên ngoài Vương quốc Anh.
Thời đại Khám phá, người Anh là một trong những cộng đồng sớm nhất và lớn nhất di cư ra khỏi Châu Âu, và sự bành trướng của Đế quốc Anh trong nửa đầu thế kỷ 19 đã chứng kiến một "sự phân tán phi thường của người Anh", với sự tập trung đặc biệt "ở Australasia và Bắc Mỹ".
Đế quốc Anh được "xây dựng trên làn sóng di cư ra nước ngoài của người Anh", người rời Vương quốc Anh và "vươn ra toàn cầu và ảnh hưởng vĩnh viễn đến cấu trúc dân số ở ba châu lục". Do hậu quả của việc thực dân Anh ở châu Mỹ, những gì trở thành Hoa Kỳ "dễ dàng là điểm đến lớn nhất của người Anh di cư".
Trong lịch sử trong ước tính điều tra dân số Hoa Kỳ năm 1790 và hiện tại ở Úc, Canada và New Zealand, "người gốc Anh đã chiếm đa số dân chúng" góp phần khiến các quốc gia này trở thành một phần không thể tách rời của vùng văn hóa tiếng Anh. Cũng có một số lượng đáng kể những người có tổ tiên người Anh ở Nam Phi.

### Chủ nghĩa thực dân Anh ở châu Mỹ
Chủ nghĩa thực dân Anh ở Bắc Mỹ (bao gồm cả thuộc địa của Vương quốc Anh và vương quốc Scotland trước pháp luật của Vương quốc Liên hiệp Anh năm 1707) bắt đầu vào năm 1607 tại Jamestown, Virginia, đỉnh cao là thành lập các thuộc địa trên khắp châu Mỹ. Vương quốc Anh, hay Vương quốc Liên hiệp Anh và Bắc Ireland ngày nay, là một trong những thực dân quan trọng nhất của châu Mỹ, và đế quốc Mỹ của họ đã đến để gia nhập các thuộc địa Tây Ban Nha ở Mỹ trong sức mạnh quân sự và kinh tế.

### Thời kỳ Mười ba thuộc địa

Bức tranh nổi tiếng của John Trumbull, Tuyên ngôn độc lập. Hầu hết những người sáng lập có tổ tiên người Anh.

Mười ba thuộc địa, sẽ là lãnh thổ đầu tiên của Hoa Kỳ, được thành lập vào năm 1776 và kể từ ngày đó, sự xuất hiện của người nhập cư Anh nói chung và người nhập cư châu Âu nói chung. Một số yếu tố đã được tham gia vào việc thúc đẩy và phát triển di cư, chẳng hạn như suy thoái kinh tế, chuyên chế chính trị và đàn áp tôn giáo. Các thẩm phán và quan chức nhà tù cũng khuyến khích những người phạm tội di cư sang Mỹ, thay vì phải ngồi tù. Những người Thanh giáo đã thành lập khu định cư Plymouth, sau này trở thành Massachusetts. Do đó, tại các thuộc địa, một xã hội mới đã ra đời, gắn liền với lòng trung thành với quê hương nước Anh, Nhưng đồng thời được hưởng tự do chính trị chưa từng có ở bất cứ nơi nào trên vùng đất trong thế kỷ 17 và 18. Khi cư dân của các thuộc địa này mang theo ý tưởng của người Anh tự do, vì họ có các hội đồng nghị viện được bầu, họ đặt ra luật pháp và áp thuế và xác định các quỹ và kiểm soát Kho bạc. Mặc dù các tài sản có nguồn gốc, bao gồm cả những người của sự đa dạng thuộc địa Mỹ, nhưng ngôn ngữ, văn hóa và hệ thống tiếng Anh vẫn là chủ đạo, vì vậy mà những người nhập cư mới được trộn lẫn với những người mới đầu tiếng Anh, sau khi các thành phần của Vương quốc Anh đã trở thành người nhập cư người Anh và Scotland và Wales trong những thuộc địa dưới một tên, một người Anh Sự hòa nhập của một dân tộc mới, người Mỹ, dần dần trở nên khác biệt với các dân tộc châu Âu mà họ thuộc về. Đến năm 1733, những người nhập cư Anh đã thành lập mười ba thuộc địa trên bờ biển Đại Tây Dương, từ New Hampshire ở phía bắc đến Georgia Ở phía nam. Ở các khu vực Bắc Mỹ khác, Pháp kiểm soát Canada và Louisiana, bao gồm sông Mississippi rộng lớn. Pháp và Anh đã chiến đấu với nhiều cuộc chiến tranh với nhau trong thế kỷ 18. Vào cuối cuộc chiến kéo dài 7 năm giữa họ, Anh đã kiểm soát Canada và tất cả các khu vực Bắc Mỹ phía đông sông Mississippi. Sau đó, Anh đã xảy ra xung đột với các thuộc địa của mình. Nguyên nhân đầu tiên của cuộc xung đột này là sự thống trị của thực dân Anh. Mỗi thuộc địa có một thống đốc người Anh là vua Anh George III, thường là một cuộc tranh chấp giữa những người cai trị đại diện cho lợi ích của Anh và các hội đồng được bầu đại diện cho lợi ích của người dân ở các thuộc địa. Sự lặp lại của cuộc đụng độ giữa các nhà cai trị thực dân và Hội đồng đã đánh thức ý thức của các thuộc địa rằng có sự khác biệt giữa lợi ích của Mỹ và Anh và độc lập từ Anh được tuyên bố vào ngày 4 tháng 7 năm 1776. Những người đã sáng lập ra Hoa Kỳ là người Mỹ có nguồn gốc từ Vương quốc Anh.

## Dân số sắc tộc
| Sắc tộc       | 1980             | %                | 1990             | %                | 2000       | %    |
| ------------- | ---------------- | ---------------- | ---------------- | ---------------- | ---------- | ---- |
| Anh           | 49.598.035       | 26,34%           | 32.651.788       | 13,1%            | 24.515.138 | 8,7% |
| Scotland      | 10.048.816       | 5,34%            | 5.393.581        | 2,2%             | 4.890.581  | 1,7% |
| Anh-Scotland  | không có dữ liệu | không có dữ liệu | 5.617.773        | 2,3%             | 4.319.232  | 1,5% |
| Wales         | 1.664.598        | 0,88%            | 2.033.893        | 0,8%             | 1.753.794  | 0,6% |
| Liên hiệp Anh | không có dữ liệu | không có dữ liệu | không có dữ liệu | không có dữ liệu | 1.085.720  | 0,4% |
| Sắc tộc Mỹ    | không có dữ liệu | không có dữ liệu | 12.395.999       | 5,0%             | 20.625.093 | 7,3% |

### Phân phối địa lý
Kết quả của cuộc điều tra dân số Hoa Kỳ năm 2000 cho thấy 36,4 triệu người Mỹ đã báo cáo là người gốc Vương quốc Liên hiệp Anh.

### Người Anh
1. Hildale, UT 66,9%
2. Colorado (thành phố), AZ 52,7%
3. Milbridge, ME 41,1%
4. Panguitch, UT 40,0%
5. Beaver, UT 39,8%
6. Enterprise, UT 39,4%
7. East Machias, ME 39,1%
8. Marriott-Slaterville, UT 38,2%
9. Wellsville, UT 37,9%
10. Morgan, UT 37,2%

### Người Scotland
1. Lonaconing, MD (thị trấn) 16,1%
2. Jordan, IL (xã) 12,6%
3. Scioto, OH (xã) 12,1%
4. Randolph, IN (xã) 10,2%
5. Franconia, NH (thị trấn) 10,1%
6. Topsham, VT (thị trấn) 10,0%
7. Ryegate, VT (thị trấn) 9,9%
8. Plainfield, VT (thị trấn) 9,8%
9. Saratoga Springs, UT (thị trấn) 9,7%
10. Barnet, VT (thị trấn) 9,5%

### Người Wales
1. Thành phố Malad, ID (thành phố) 21,1
2. Remsen, NY (thị trấn) 14,6
3. Oak Hill, OH (thôn) 13,6
4. Madison, OH (xã) 12,7
5. Steuben, NY (thị trấn) 10,9
6. Franklin, OH (xã) 10,5
7. Plymouth, PA (thị trấn) 10,3
8. Jackson, OH (thành phố) 10,0
9. Lake, PA (xã) 9,9
10. Radnor, OH (xã) 9,8